# فرديناند ماونت
فرديناند ماونت (بالإنجليزية: Ferdinand Mount)‏ (2 يوليو 1939)؛ كاتب، كاتب العمود، صحفي، سياسي وروائي بريطاني.